# Au bon climat
Au Bon Climat är en USA-baserad vingård som grundades 1982. Vingården ligger i Santa Maria, Kalifornien.
Enligt vingårdens webbsida kommer Au Bon Climats druvor främst från Bien Nacido Vineyard, i norra delen av Santa Barbara County.
Au Bon Climats viner har vunnit flera titlar, så som Robert Parkers Best Wineries of the World 1989 och 1990.
Dess vinmakare, grundare och ägare är Jim Clendenen.